# Ophion
Ophion of Ophioneus is een slangachtig monster van goddelijke status uit de Griekse mythologie. Zijn naam is afgeleid van ophis, Oudgrieks voor 'slang'. Zijn beschrijving en rol lijken op die van Typhon, maar hij maakt geen deel uit van traditionele godenverhalen zoals van Hesiodus. Hij wordt voor het eerst vermeld door Pherecydes van Syros in de Heptamychos, waarvan slechts een paar fragmenten zijn overgeleverd. Bij hem is Ophioneus een van de eerst geschapen goden en is waarschijnlijk verbonden met de elementen aarde en water. Hij had nakomelingen, ophionidae. Daarmee valt hij de oergod Chronos (hier gelijkgesteld met Kronos) aan om de macht in handen te krijgen. Ook die stond aan het hoofd van een leger. De verliezer werd Ogenos (Oceanus) ingeworpen, maar de winnaar zou de heerschappij over de hemel (ouranos) krijgen. Chronos wint. 
Ophion wordt in verband gebracht met de slangengod in orfische scheppingsmythen. Latere bronnen die Ophion vermelden vertonen eveneens op dit punt overeenkomsten met die mythen. Latere bronnen die verwijzen naar Ophion, zoals Claudius Claudianus (De raptu Proserpinae, III, vs. 148), Lycophron en Philo van Byblos (in Eusebius, Praeparatio evangelica, 1, 10). Ophion wordt enkele malen genoemd in de Dionysiaca van de laat-klassieke dichter Nonnus. Ophion en Eurynome zijn daarin verbannen uit de hemel en verblijven in Oceanus aan de grens van de wereld. In boek 8 zoekt Hera hen daar op(vs. 158). Ophion beschikte namelijk over orakelen die hij in rode letters had opgeschreven op tabletten (boek 12, 43 e.v.). Het uitvoerigst is echter de beschrijving van Apollonius van Rhodos in het hellenistische epos Argonautica, boek I, verzen 588-603: 
'Orpheus greep nu zijn citer met zijn linkerhand en hij begon een lied. Hij zong hoe in de oertijd de aarde en de hemel en de zee tezamen in één gestalte met elkaar verbonden waren, maar door verderfelijke twist gescheiden raakten en afgezonderd, ieder element; en hoe de sterren en de vaste baan van zon en maan onwrikbaar vaste plaatsen in de ether hebben; hoe bergen rezen, hoe de bruisende rivieren met al hun nimfen en hoe al wat ontstond. Hij zong hoe eens Ophion en Eurynome, de dochter van Oceanos, op de Olympus, besneeuwde berg, de macht bezaten en hoe hij na zware strijd de eer aan Kronos af moest staan en zij aan Rhea; hoe zij in de golven van Oceanos geworpen werden.'